# Guido Chiarelli
Guido Chiarelli (nacido el 24 de septiembre de 1902 en Caltanissetta, fallecido en Turín el 7 de octubre de 1982) fue un ingeniero italiano. Es conocido como pionero del alumbrado público por los numerosos e innovadores sistemas realizados.

## Biografía
Guido Chiarelli nació el 24 de septiembre de 1902 en Caltanissetta. Allí pasó su infancia y estudió en el Instituto Técnico. Era el mayor de una familia de cuatro hijos y su padre le animó a convertirse en ingeniero de minas. Comenzó sus estudios en la Universidad de Palermo, y los terminó en el Politécnico de Turín en 1927 después de asistir a un curso de Ingeniería Eléctrica. De 1928 a 1968 trabajó en el Ayuntamiento de Turín, donde pudo poner en práctica las lecciones aprendidas en sus cursos de ingeniería: fue nombrado Ingeniero Jefe en 1956. Guido Chiarelli murió en Turín el 7 de octubre de 1982 a la edad de 80 años.

## Carrera
Durante su carrera trabajó en diferentes campos, diseñando y construyendo cableado eléctrico, sistemas de calefacción, transporte por tuberías, relojes de calle y semáforos. En los años 50 también diseñó una columna de señalización luminosa para ser colocada en las paradas de tranvía. Su nombre, sin embargo, está relacionado principalmente con el alumbrado público de calles y carreteras por los cambios que hizo. A principios de los años sesenta, los proyectos de Guido Chiarelli para la iluminación de Turín fueron pioneros y elevaron la iluminación municipal a una apreciada forma de diseño que llevó a la ciudad a ser conocida como la "Ville Lumière" italiana.

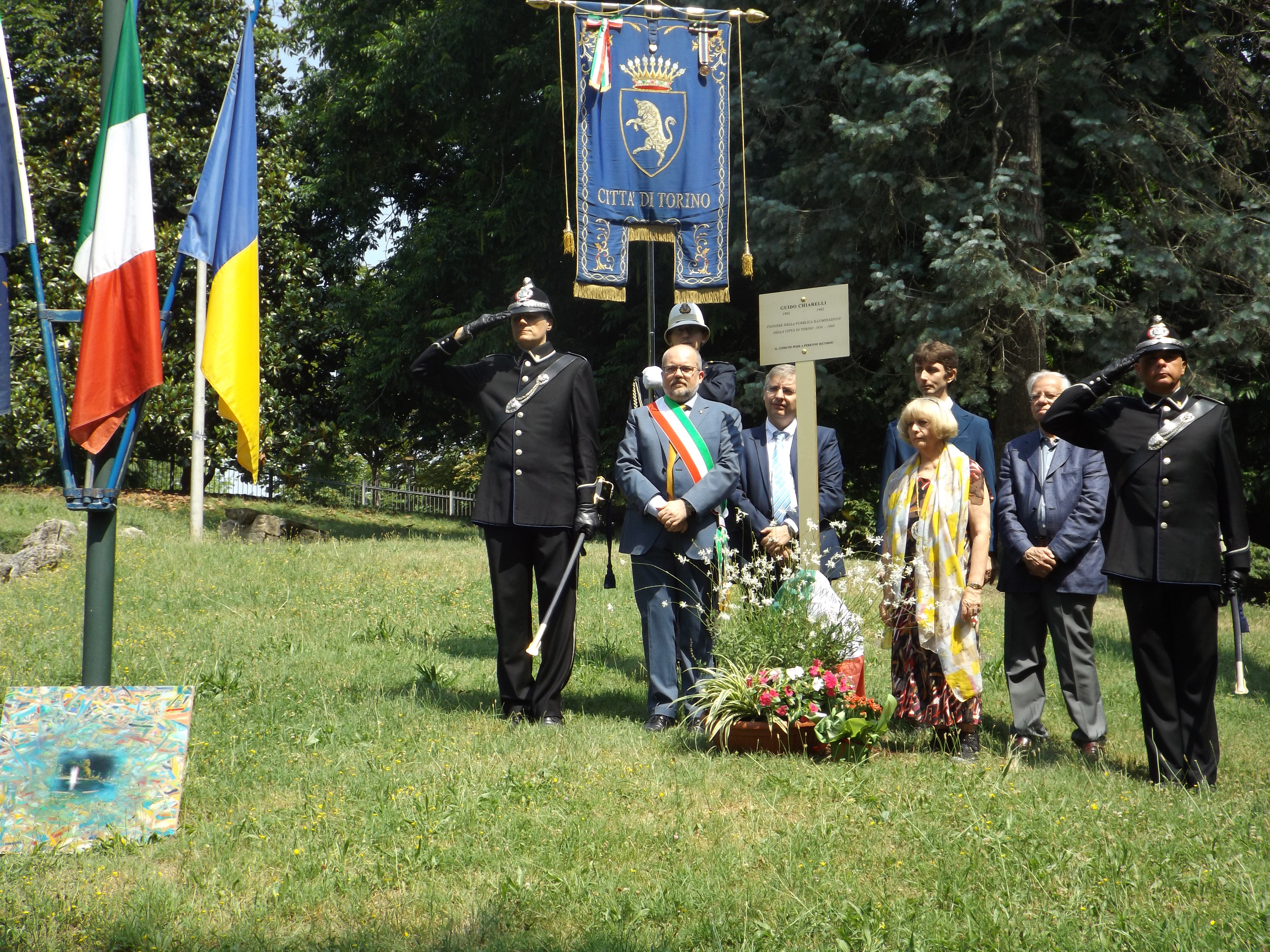
Descubrimiento de una placa conmemorativa de Guido Chiarelli en el Parco del Valentino, Turín 3 de julio de 2019

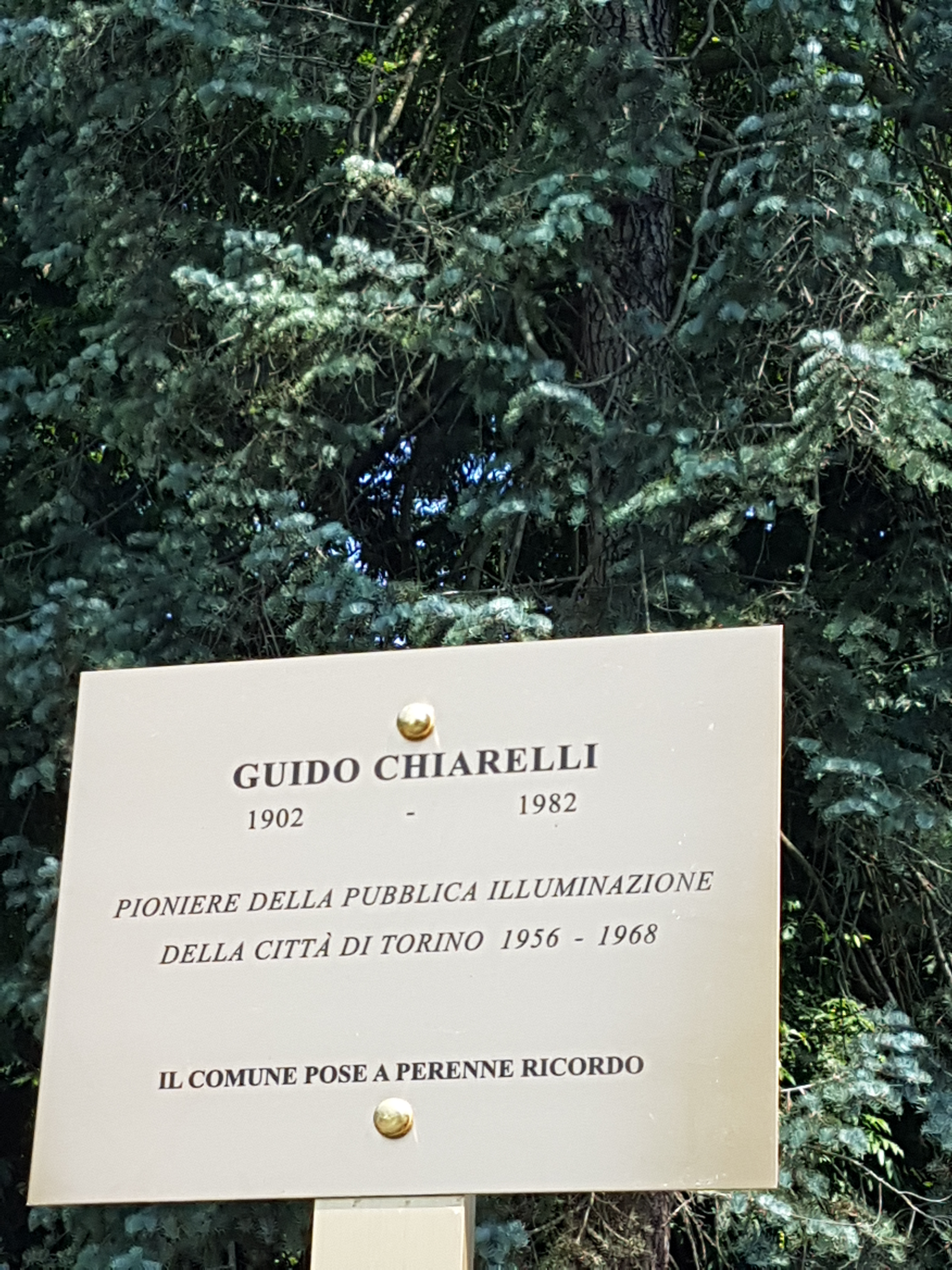
Placa en memoria de Guido Chiarelli, colocada por la ciudad de Turín en el Parco del Valentino

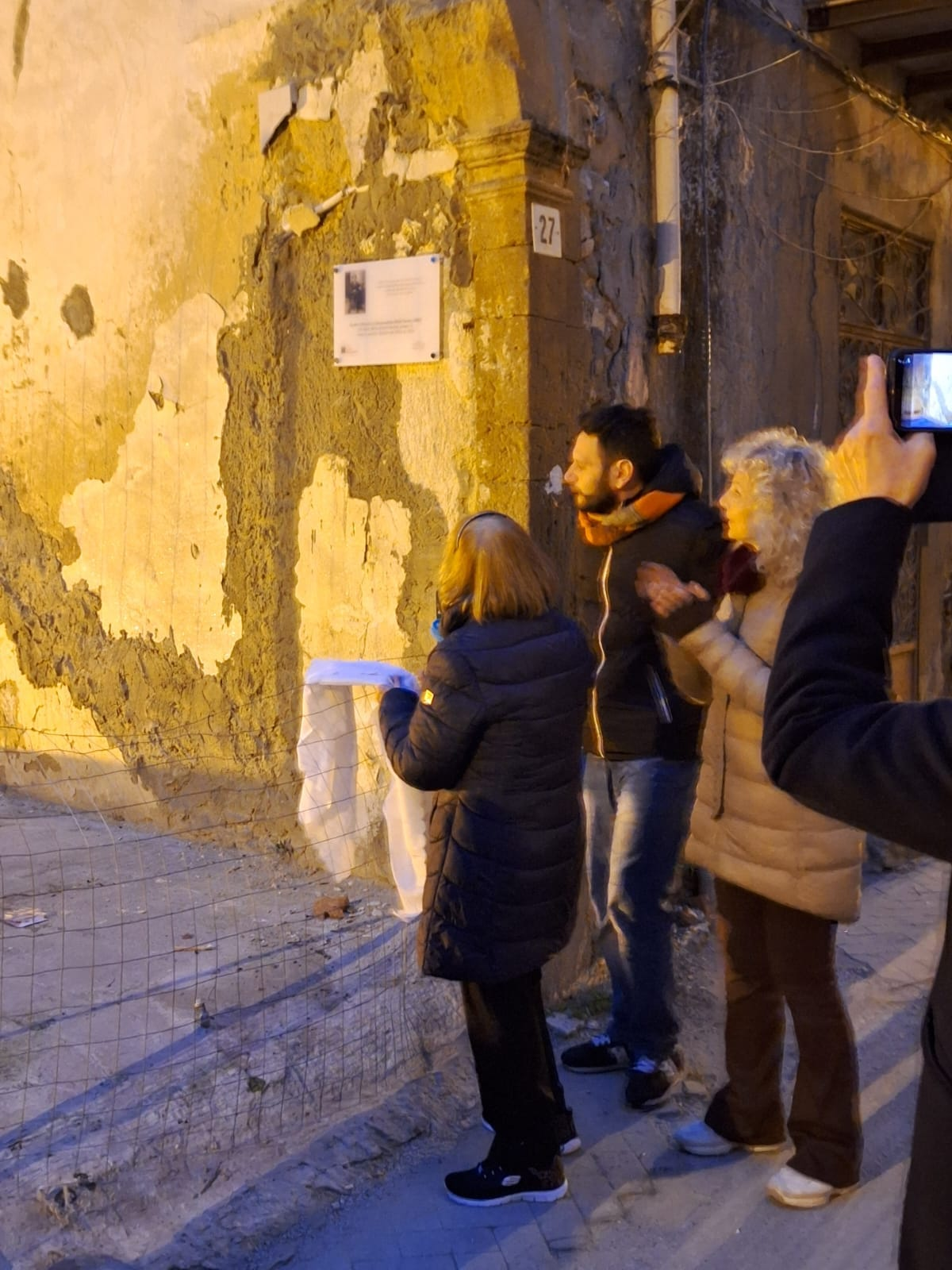
Placa conmemorativa descubierta en Caltanissetta el 28 de diciembre de 2023

En 1961, con motivo de las celebraciones del centenario de la Unificación de Italia, diseñó e instaló varios sistemas de iluminación innovadores. Con las modernas aplicaciones y creaciones de Guido Chiarelli, el alumbrado público tuvo por primera vez un impacto artístico que se reflejó en la iluminación de las fuentes y del jardín de rocas del Parco del Valentino, creado para la Exposición Internacional de Turín (1961), que atrajo a más de 4 millones de visitantes. En 1961, también realizó el proyecto de iluminación de la Mole Antonelliana, al final del trabajo de reconstrucción de la aguja. En 1958 obtuvo el título de Caballero y en 1965 el de Oficial de la Orden del Mérito de la República Italiana. 
En 2011, con motivo de la celebración del 150 aniversario de la Unificación de Italia, su obra fue conmemorada tres veces en Turín: en junio con carteles en la plaza del Palacio Carignano, el 8 de julio en la Galería Lingotto y durante la celebración el 24 de julio en la Officine Grandi Riparazioni. El 9 de junio de 2012, en Agliè, con motivo de la entrega de los premios del concurso literario "Il Meleto di Guido Gozzano", con la lectura de poesía de Un cielo nocturno, Guido Chiarelli fue homenajeado por sus obras de alumbrado público.

El 3 de julio de 2019, en presencia de las autoridades del Municipio, se descubrió una placa conmemorativa de Guido Chiarelli en el Parco del Valentino.
El 4 de enero de 2021 la hija de Guido Chiarelli, Lidia, asistió a la inauguración de la nueva placa en la entrada del Rock Garden en el Parco del Valentino.

Con motivo del aniversario 120 de su nacimiento, se organizó en el salón cortesano de la Villa Amoretti, de Turín, la gran exposición Luci per la città (Luces para la ciudad), en la que participaron unos setenta artistas (Octubre-Noviembre 2022).

El 28 de diciembre de 2023 se descubrió una placa conmemorativa en Caltanissetta, en presencia del profesor Enzo Falzone, historiador y estudioso de la ciudad, y de las autoridades municipales, en particular los concejales Cettina Andaloro y Marcello Frangiamone. A petición de Marco D'Arma, presidente del distrito de Providence, la placa se colocó en el número 27 de la calle Narese, donde Guido Chiarelli había vivido hasta 1922.

## Distinciones honoríficas
|  | Caballero | Orden al Mérito de la República Italiana – 1958 |  | – Oficial | Orden al Mérito de la República Italiana - 1965 |

## Publicaciones
- (en italiano) Il trattamento delle spazzature, "Torino" rivista mensile municipale, n. 7, 1931

en línea 
- (en italiano) L'illuminazione pubblica di Torino, "Torino" rivista mensile municipale, n. 6, 1933

en línea 
- (en italiano) La centrale telefonica automatica municipale, "Torino" rivista mensile municipale, n. 11, 1933

en línea 
- (en italiano) La segnalazione automatica degli incendi, "Torino" rivista mensile municipale, n. 11, 1934

en línea 
- (en italiano) Le piastre riflettenti per la segnalazione stradale notturna a riflessione, "L'Industria", n. 5, 1935
- Trazione elettrica ferroviaria per il nuovo mercato ortofrutticolo, "Torino" rivista mensile municipale, n. 12, 1935

en línea 
- (en italiano) Vivide luci sulla città, "Torino" rivista mensile municipale, n. 2, 1936

en línea 
- (en italiano) Illuminazione moderna, "Torino" rivista mensile municipale, n. 2, 1938, p. 55

en línea 
- (en italiano) Torino sotto la luce blu, "Il Fiduciario", luglio-settembre 1939
- (en italiano) Il trattamento delle spazzature, "Rivista dell'Istituto Nazionale di Urbanistica", n. 2, 1939

en línea 
- (en italiano) L'oscuramento delle luci in caso di guerra, "Torino" rivista mensile municipale, n. 1, 1939.[9]

en línea 
- (en italiano) Luci delle città, "Illustrazione d'Italia ", 6 ottobre 1946

en línea 
- (en italiano) Come si fabbrica il gas, "Torino" rivista mensile municipale, n. 2, 1949

en línea 
- (en italiano) Il consumo dell'energia elettrica a Torino nell'ultimo venticinquennio, "Torino" rivista mensile municipale, n. 7, 1951

en línea 